# Sitobion
Sitobion är ett släkte av insekter som beskrevs av Alexandre Mordvilko 1914. Sitobion ingår i familjen långrörsbladlöss.

## Bildgalleri

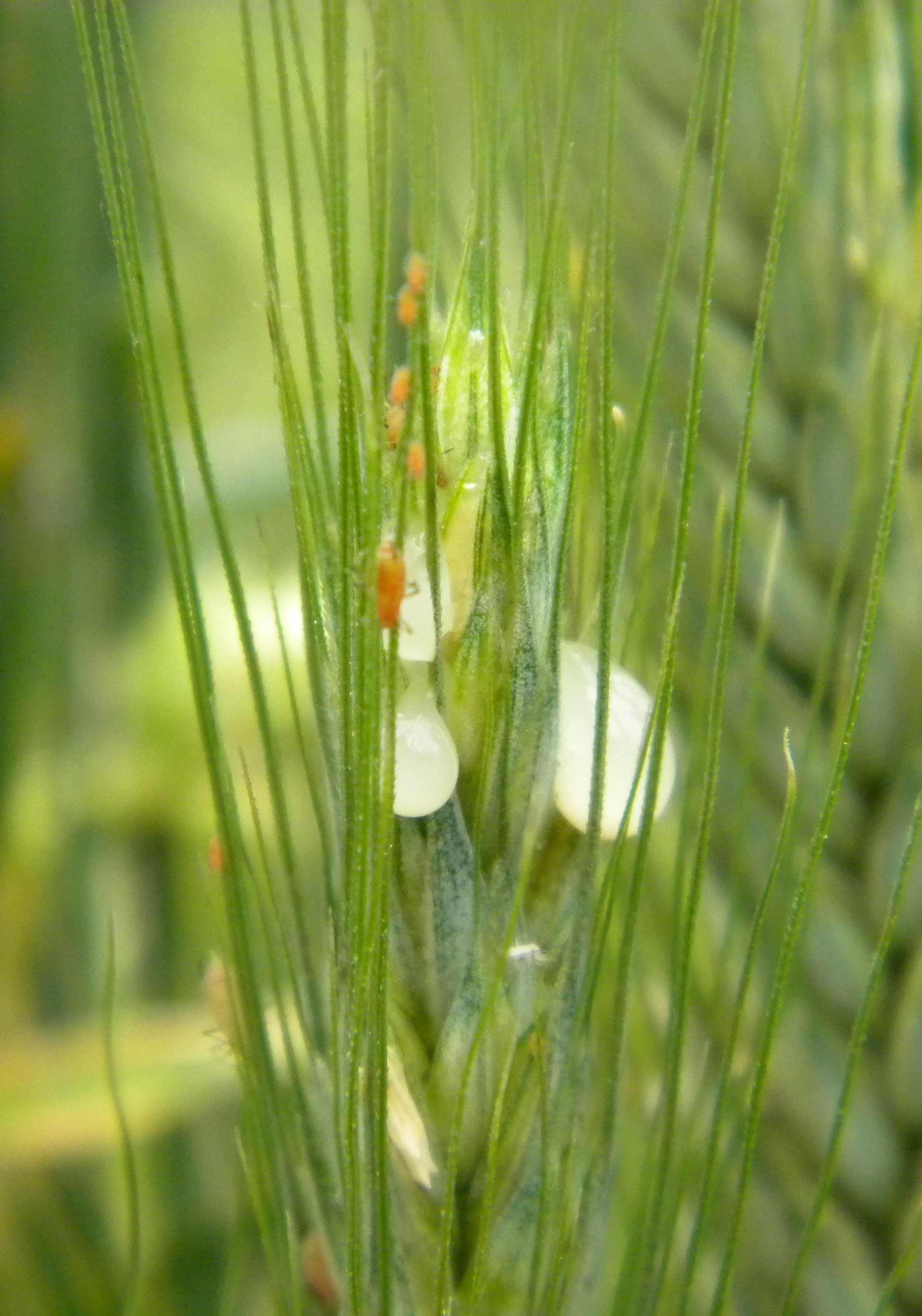

## Dottertaxa tillSitobion, i alfabetisk ordning[1][2]
- Sitobion africanum
- Sitobion akebiae
- Sitobion alopecuri
- Sitobion anselliae
- Sitobion asirum
- Sitobion aulacorthoides
- Sitobion autriquei
- Sitobion avenae
- Sitobion bambusicola
- Sitobion bamendae
- Sitobion beiquei
- Sitobion berchemiae
- Sitobion berkemiae
- Sitobion brevirostre
- Sitobion burundiense
- Sitobion calvulum
- Sitobion caricis
- Sitobion cissi
- Sitobion colei
- Sitobion congolense
- Sitobion cuscutae
- Sitobion dismilaceti
- Sitobion dryopteridis
- Sitobion equiseti
- Sitobion eulophiae
- Sitobion fragariae
- Sitobion graminearum
- Sitobion graminis
- Sitobion gravelii
- Sitobion halli
- Sitobion hillerislambersi
- Sitobion himalayensis
- Sitobion hirsutirostris
- Sitobion ibarae
- Sitobion indicum
- Sitobion isodonis
- Sitobion kamtshaticum
- Sitobion krahi
- Sitobion kurimahala
- Sitobion lambersi
- Sitobion leelamaniae
- Sitobion leonidasi
- Sitobion loranthi
- Sitobion luteum
- Sitobion manitobense
- Sitobion martorelli
- Sitobion matatum
- Sitobion mesosphaeri
- Sitobion microspinulosum
- Sitobion milii
- Sitobion mimosae
- Sitobion miscanthi
- Sitobion mucatha
- Sitobion neusi
- Sitobion nigeriense
- Sitobion nigrinectarium
- Sitobion niwanistum
- Sitobion ochnearum
- Sitobion orchidacearum
- Sitobion paludum
- Sitobion papillatum
- Sitobion pauliani
- Sitobion phyllanthi
- Sitobion plectranthi
- Sitobion pseudoalupecuri
- Sitobion pseudoluteum
- Sitobion quinghaiense
- Sitobion raoi
- Sitobion rosaeiformis
- Sitobion rosivorum
- Sitobion salviae
- Sitobion scabripes
- Sitobion schoelli
- Sitobion scoticum
- Sitobion sikkimense
- Sitobion smilacicola
- Sitobion smilacifoliae
- Sitobion takahashii
- Sitobion thalictri
- Sitobion triumfettae
- Sitobion wikstroemiae
- Sitobion yakini
- Sitobion yasumatsui
- Sitobion yongyooti